# マグダレナ川
マグダレナ川（マグダレナがわ、スペイン語: Río Magdalena）は、コロンビア西部を流れる全長1,540kmの川である。コロンビア西部を南から北に向けて流れ、カリブ海に注ぐ。マグダレーナ川とも表記される。
川の名前は、『新約聖書』の外典「マリアによる福音書」などに登場するマリア・マグダレナに由来する。下流域の大半は航行が可能になっている。

## 概要
源流は、コロンビア南部のウイラ県にあり、アンデス山脈が中央山脈（セントラル山脈）とオリエンタル山脈に分かれる附近とされている。その後、マグダレナ川は二つの山脈の間を北東に向かって流れ、バランキージャでカリブ海に達する。
河口東側にサンタ・マルタ大湿地があり、一帯は1998年にラムサール条約登録地となった。

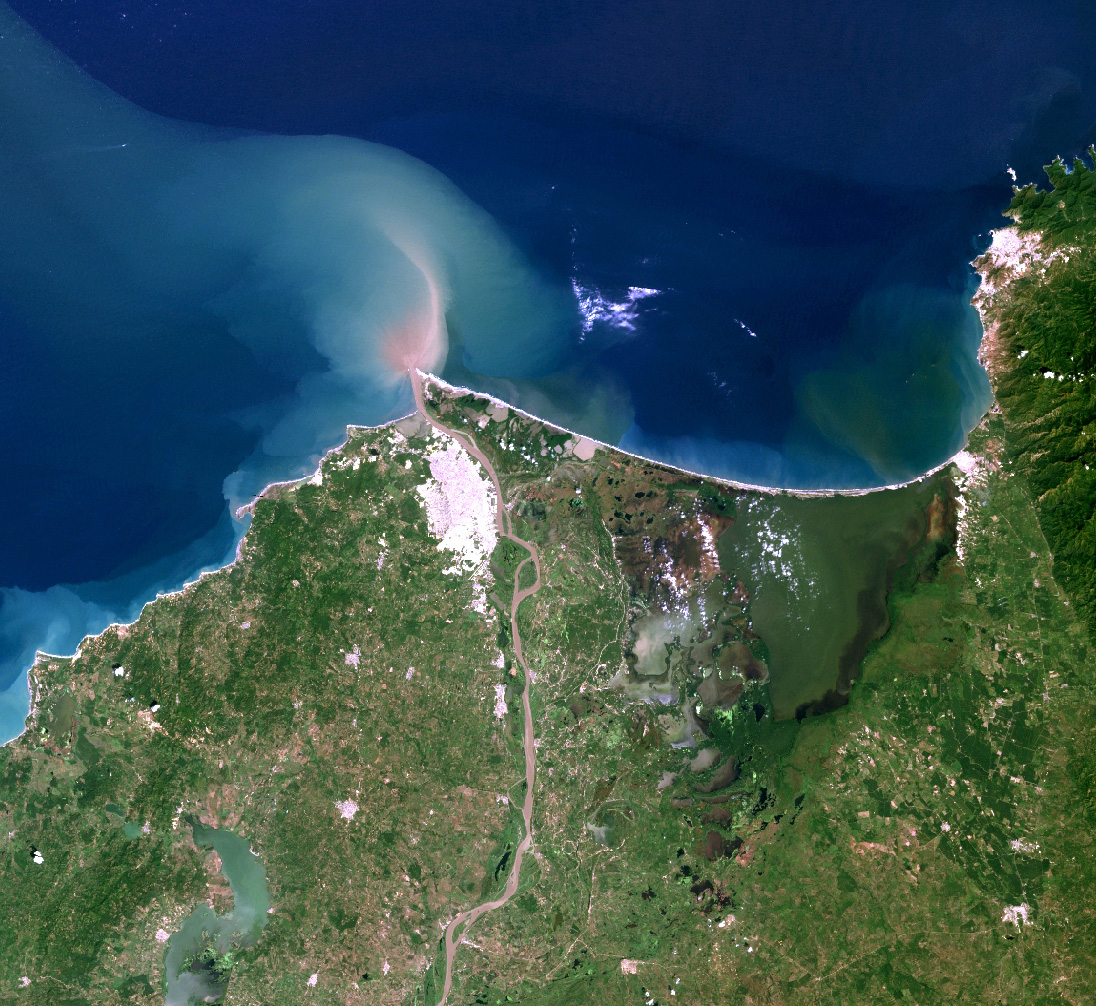
ランドサットによるマグダレナ川の三角州の写真

## 環境

### 外来種であるカバの生息
1980年代、世界的な麻薬密売組織の一つであったメデジン・カルテルの首領パブロ・エスコバルは、川沿いのプエルトトリウンフォに私設動物園を開設した。彼の死後、動物園は当局により解体されたが、その中で4頭のカバは運搬が困難などの理由で放置、自然条件下で個体数を増やした。このカバは、2034年には最大1400頭前後にまで増殖すると見込まれており、マナティなどが住む自然生態系の破壊や人間が攻撃される被害増などが予測されている。2021年現在、個体数の調整の是非が地域の中で議論されている。

## 支流
- カウカ川
  - ビエハ川
    - キンディオ川
- ソガモソ川
  - ウンパラ川
    - マンコ川
- ボゴタ川